# Vortice di Abrikosov

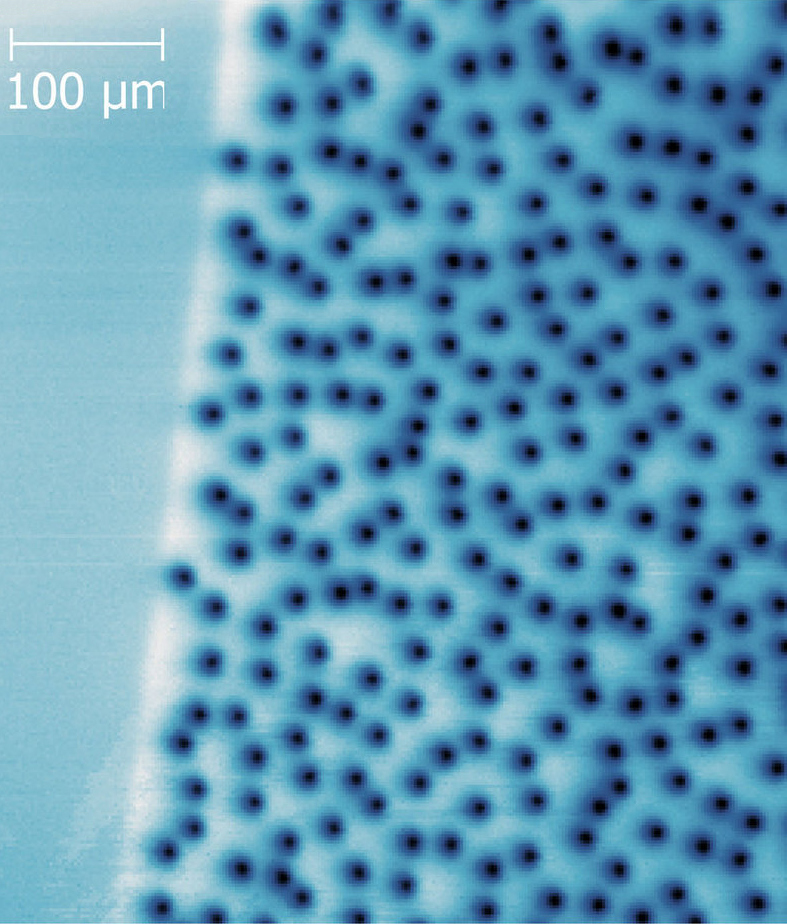
Vortici in una pellicola di YBCO spessa 200 nm, ripresa mediante un microscopio SQUID a scansione

Nell'ambito della superconduttività, un vortice di Abrikosov, noto anche come flussone, è un vortice quantistico di corrente a resistenza nulla (supercorrente) in un superconduttore di tipo II teoricamente previsto da Alexei Abrikosov nel 1957 come derivazione della teoria della superconduttività di Ginzburg-Landau.

## Caratteristiche
La supercorrente circola attorno a un nucleo centrale in cui il materiale non si comporta come superconduttore. Tale nucleo ha una dimensione {\displaystyle \sim \xi } , nota come lunghezza di coerenza superconduttiva, che è un parametro della teoria di Ginzburg-Landau. Le supercorrenti si smorzano ad una distanza {\displaystyle \lambda } dal nucleo, nota come profondità di penetrazione di London. Nei superconduttori di tipo II vale la relazione {\displaystyle \lambda >\xi /{\sqrt {2}}} .
Le supercorrenti inducono campi magnetici il cui flusso totale è quantizzato, essendo associato ad ogni vortice un singolo quanto di flusso {\displaystyle \Phi _{0}} . È per questo che i vortici sono noti anche come flussoni.
La distribuzione del campo magnetico di un singolo vortice in funzione della distanza dal suo nucleo è descritta dalla relazione 
dove {\displaystyle K_{0}(z)} è una funzione di Bessel di ordine zero.
La formula approssimata per {\displaystyle r\to 0} diverge, lasciando intendere che il campo magnetico cresca all'infinito. In realtà, per {\displaystyle r\lesssim \xi } il campo è semplicemente dato da
dove {\displaystyle \kappa =\lambda /\xi }{\displaystyle \kappa } è noto come parametro Ginzburg–Landau e vale {\displaystyle \kappa >1/{\sqrt {2}}} nei superconduttori di tipo II.
In tali superconduttori esiste un valore critico inferiore {\displaystyle H_{c1}} del campo magnetico applicato al materiale al di sotto del quale i vortici non si formano e per cui il campo è completamente espulso dal materiale (effetto Meissner). Superando tale valore del campo e aumentandolo cominciano a formarsi i vortici, consentendo al campo di penetrare nel materiale, fino ad arrivare ad un valore critico superiore {\displaystyle H_{c2}} per cui la densità dei vortici è tale che il campo ha penetrato completamente il materiale facendolo cessare di essere un superconduttore.